# Guardianes del día
Guardianes del día (Дневной дозор en ruso, trans. Dnevnói dozor) es una novela literaria de fantasía del escritor Serguéi Lukiánenko y Vladímir Vasílyev. Es el segundo libro de la pentalogía Guardianes precedido de Guardianes de la noche y sucedido por Guardianes del crepúsculo, Los últimos guardianes y Nuevos guardianes.
En 2006, se estrenó la película Guardianes del día, secuela de la primera. Sin embargo, a pesar de tener el mismo título que la novela, las dos segundas partes del primer libro formaron parte de la trama de la secuela cinematográfica. No obstante, el epílogo de la primera historia de esta novela sirvió como base para la película de Guardianes de la noche con ligeros cambios de los personajes: mientras que en la novela, Natasha trata de recuperar a su marido mediante un servicio de brujería, en el film es remplazada por Antón Gorodetskiy quien trataba de recuperar a su mujer mediante la muerte de un hijo nonato creyendo que es de su amante (aunque acaba descubriendo que era suyo).

## Trasfondo
Los Otros (Inói) son un grupo de gente que a diferencia del resto de los humanos, tienen poderes sobrenaturales siendo capaces de internarse en el crepúsculo, un mundo oscuro con sombras que existe paralelo al nuestro. Existen dos bandos: los Oscuros, los cuales crearon la Guardia diurna para vigilar que los Luminosos cumplan con lo pactado en una tregua, a su vez, los luminosos crearon la Guardia nocturna con el mismo objetivo.

## Estructura interna
La novela está dividida en tres historias: Se permite la entrada a personas no relacionadas con la obra, Un extraño entre los Otros y La otra fuerza. Cada segmento está dividido por un prólogo seguido de seis capítulos la primera y tercera historia y de cinco la segunda. Esta novela es la única de la tetralogía que no está narrada desde el punto de vista de Antón Gorodetskiy.

## Argumento

### Se permite la entrada a personas no relacionadas con la obra
(Historia contada desde el punto de vista de Alisa Dónnikova)
En el prólogo, una mujer llamada Natasha acude a los servicios de una bruja para que le prepare un encantério para que su marido, quien recientemente la ha dejado por otra, vuelva con ella. Pero momentos después de acordar el trato son interrumpidos por la Guardia nocturna, los cuales arrestan a la bruja por prácticas ilegales y Natasha parece confusa.
La historia se traslada hasta Alisa Dónnikova, una joven, pero poderosa Otra de la oscuridad que se dispone a ir hasta la sede de la Guardia diurna para encargarse de una misión con sus compañeros. La misión consiste en reclutar a un Otro no iniciado. Lo que parece una operación rutinaria se va complicando cuando acuden a la sede de la Guardia nocturna y comienza una batalla para liberar a ese Otro que están buscando. En la contienda, Alisa casi fallece y pierde sus poderes. Para recuperarse, Zavulón la manda a un campamento de Artek a orillas del mar Negro. Allí conoce a Ígor, un joven del que no duda en enamorarse, sin embargo las cosas empiezan a complicarse cuando ambos descubren que son enemigos (Ígor resulta ser un mago de la Luz de tercera categoría). A pesar de que Ígor le pide que se marche, Alisa se resiste y la desafía a un combate en mitad del mar en el que la bruja perece al no mostrar resistencia.
Tras llamar a Zavulón para que la ayude, descubre que su jefe había planeado su muerte desde hacía tiempo. Junto a Alisa, fallece también Makar, un joven que también se sentía atraído por ella y que muere por intentar rescatarla del ahogamiento.

### Un extraño entre los Otros
(Historia contada desde el punto de vista de Vitali Rogoza)
Vitali Rogoza pasea por un parque a altas horas de la noche sin recordar su pasado ni su identidad. Siguiendo su propio instinto, se protege del ataque de un hombre lobo y coge un tren que lo lleva a Moscú. Una vez allí sigue caminando y se identifica como Otro oscuro y empieza a tener varios encontronazos con la Guardia nocturno, en uno de esos incidentes, fallece Tigresa al intentar defenderse de ella.
Al mismo tiempo que sucede el combate, un grupo de oscuros que se hacen llamar "Los hermanos de Regín" asaltan la sede de la Inquisición y roban un artilugio conocido como la "Uña de Fafnir" y deciden llevarla a Moscú. Los miembros de ambas guardias descubren que los Hermanos Regín piensan aterrizar en el aeropuerto y tanto la Guardia diurna como la nocturna se dirigen con propósitos diferentes, los luminosos tratan de retrasar la llegada del vuelo mientras que los oscuros pretenden asistirles. Inmediatamente, Vitali se separa del grupo de Oscuros y tropieza con los Regín y dos miembros de la Guardia nocturna: Gesser y Svetlana, este primero mata a uno de los cuatro, pero Vitali se hace con la posesión del objeto por accidente. Tras robarle los poderes a Svetlana, abre un portal desde el crepúsculo que le permite huir de Moscú llegando hasta un camping en un bosque. Al volver a la capital, en vez de ir a la sede de la Guardia diurna con la uña, decide visitar a Maxim, uno de los miembros de la Inquisición para hacerle entrega del artefacto. Más tarde, la Inquisición intenta determinar quien es y a donde va. Por otro lado, Zavulón pide a Antón que cometa un pequeño acto de traición con la promesa de que su amor por ella perdurará para siempre.
Después de que Vitali y Antón sufran un accidente de coche provocado por este último mientras Iván de camino a un mitin, Svetlana llega a la conclusión de que ambos están en un duelo que resultará en la muerte del Otro luminoso. Temores que cree confirmados cuando al lugar llega Vitali en primer lugar, el cual la deja sin energía después de que esta le atacara con sus poderes. Sin embargo, Antón aparece en último lugar, tal como había acordado con Zavulon. La Inquisición concluye que Rogoza es en realidad un "espejo" y no un Otro. 
Finalmente, se va por donde vino y restaura el equilibrio entre la Luz y la Oscuridad tras dejar mermada a Svetlana, aunque tal como prometió Zavulón, Antón y Nazárova vivirán de manera igual.

### La otra fuerza
(Historia contada en tercera persona, aunque la acción cambia continuamente entre el narrador principal, Antón Gorodetskiy y Edgar, otro de la Oscuridad)
La Inquisición ha organizado un juicio para investigar los sucesos de las dos primeras historias. La primera parte de la historia involucra a varios grupos que viajan a Praga, donde tendrá lugar el juicio, en la segunda: los personajes se reúnen para realizar las pesquisas y profundizar sobre lo sucedido y la tercera sobre el juicio en sí.
La mayoría de los personajes que han sobrevivido viajan hasta Praga, nueva sede de la Inquisición después de que los Hermanos de Regín destruyeran la anterior. Edgar, un vidente de alto nivel se ocupa del caso de la Guardia diurna. Edgar asegura que los tres miembros de Regín que siguen vivos contarán con la protección de los Oscuros. Por otro lado, Antón es el defensor de los intereses de la Guardia nocturna.
Mientras Antón hace una visita a Ígor para preparar la defensa, Edgar empieza a ocultar varias evidencias que apuntan a Zavulón como responsable de que Igor esté metido en un lio además de querer resucitar a Fafnir, por otra parte, Gesser les revela que Svetlana será la madre del futuro Mesías. 
Al día siguiente comienza el juicio. Los Hermanos de Regín son declarados culpables por crímenes de menor grado: aunque poseyeron la uña de Fafnir en todo momento, no participaron en el robo, por lo que son condenados a perder sus poderes. A continuación, se procede a seguir con el segundo caso: Antón acusa a Zavulón de provocar un duelo entre Alisa e Ígor y lo culpa de la muerte de Makar, el joven que intento salvar a Alisa de morir ahogada. Edgar y el líder oscuro exigen que presente alguna prueba, pero son incapaces. Con intención de cerrar el caso, la Inquisición acuerda resucitar de manera provisional a Alisa Dónnikova, quien no duda en implicar a Zavulón en su fallecimiento argumentando que Ígor no fue responsable de su muerte. A Ígor le son retirados los cargos de los que se acusaba, sin embargo, cuando Alisa regresa al crepúsculo, Ígor decide ir con ella. Zavulón admite eufórico que ya había planeado sacrificar a Alisa desde hace tiempo para arrastrar con ella a Ígor, quien se supone que iba a engendrar al Mesías. No obstante, Hesser manda a Antón para que se reúna con Svetlana.